# Крысовы (Пустошенское сельское поселение)
Крысовы — деревня в Оричевском районе Кировской области в составе Пустошенского сельского поселения.

## География
Расположена на расстоянии примерно 16 км по прямой на юг от райцентра поселка Оричи.

## История
Известна с 1678 как заимочка Марчка Перевалова с 1 двором. В 1765 году здесь (в деревне Марка Перевалова) уже 47 жителей. В 1873 году здесь (деревня Марка Перевалова или Крысовы) было дворов 24 и жителей 181, в 1905 41 и 349, в 1926 (деревня Крысовы или Марка Перевалова) 66 и 353, в 1950 50 и 142, в 1989 оставалось 6 жителей. Настоящее название утвердилось с 1939 года.

## Население
Постоянное население  составляло 1 человек (русские 100%) в 2002 году, 5 в 2010.